# Vámosmárga
Vámosmárga (Vama Marga) település Romániában, a Bánságban, Krassó-Szörény megyében.

## Fekvése
Karánsebestől északkeletre, Márgától északnyugatra, a Bisztra jobb partján, Szörénybalázsd, Márga és Alsóbaucár közt fekvő település.

## Története
A Karánsebest Hátszeggel összekötő forgalmas országút mellett, a Bisztra jobb partján épült település, mint neve is mutatja egykor vámhely volt.
Nevét 1888-ban említette először oklevél Váma-Márga néven.
1910-ben 96 lakosából 91 román volt. Ebből 2 római katolikus, 92 görögkeleti ortodox, 2 izraelita volt.
A trianoni békeszerződés előtt Krassó-Szörény vármegye Karánsebesi járásához tartozott.
Ma Márgához tartozik.